# Colonia de las Minas
Colonia de las Minas är en ort i Mexiko.   Den ligger i kommunen Tenango del Valle och delstaten Mexiko, i den sydöstra delen av landet, 60 km sydväst om huvudstaden Mexico City. Colonia de las Minas ligger 2 659 meter över havet och antalet invånare är 330.
Terrängen runt Colonia de las Minas är lite bergig. Runt Colonia de las Minas är det tätbefolkat, med 397 invånare per kvadratkilometer. Närmaste större samhälle är Tenango de Arista, 5,3 km norr om Colonia de las Minas. I omgivningarna runt Colonia de las Minas växer huvudsakligen savannskog.